# Нікіткино (Калузька область)
Нікіткино (рос. Никиткино) — присілок в Мосальському районі Калузької області Російської Федерації.
Населення становить 65 осіб. Входить до складу муніципального утворення Присілок Посконь.

## Історія
Від 2004 року входить до складу муніципального утворення Присілок Посконь.

## Населення
| 2002 | 2010 |
| ---- | ---- |
| 75   | ↘65  |